# Alexandra Botez
Alexandra Botez (ur. 26 września 1995 w Dallas) – kanadyjsko-amerykańska szachistka, mistrzyni FIDE od 2013 roku; streamerka w serwisach Twitch i YouTube.

## Życiorys
Urodziła się 26 września 1995 roku w Dallas, jako córka rumuńskich imigrantów. Jej rodzice wyemigrowali z Rumunii, szukając politycznego azylu i osiedlili się w Vancouver. Alexandra ma młodszą siostrę Andreę, z którą prowadzi kanały „BotezLive” w serwisach strumieniowych Twitch i YouTube. Pięciokrotnie zwyciężyła w młodzieżowych mistrzostwach kraju w Kanadzie. Studiowała na Uniwersytecie Teksańskim w Dallas, a następnie na Uniwersytecie Stanforda, gdzie była przewodniczącą klubu szachowego.
W 2013 roku uzyskała tytuł mistrzyni FIDE. W 2016 roku uruchomiła kanał w serwisie Twitch, gdzie pod koniec 2021 roku osiągnęła pułap miliona obserwujących. Przez media bywa porównywana do Beth Harmon, bohaterki serialu Gambit królowej. W kwietniu 2016 roku osiągnęła najwyższy ranking szachowy, który wyniósł 2092 punkty.
W 2021 roku w pierwszej edycji The Streamer Awards kanał BotezLive zwyciężył w kategorii „najlepszy streamer szachowy”.
Od jej nazwiska wziął się także tzw. „gambit Botez”, czyli szachowy mem, polegający na sytuacji gdy w partii szachowej, jeden z zawodników nieumyślnie popełni krytyczny błąd, przez który traci swojego hetmana. Pomimo że nazywa się ją gambitem, w rzeczywistości gracz nie uzyskuje żadnej korzyści ani rekompensaty.